# Maria Amélia de Queirós
Maria Amélia de Queirós (século XIX, Recife-?,?) foi uma professora e abolicionista brasileira.  Foi uma das fundadoras da Ave Libertas, associação composta só de mulheres, que lutava contra a escravidão e combatia inclusive castigos. Costumavam arrecadar fundos para comprar alforrias de escravos.

## Biografia
Maria Amélia de Queirós nasceu no século 19 em Pernambuco, numa época em que a sociedade era puramente patriarcal e a mulher praticamente não tinha voz.
Não se sabe a data em que Maria Amélia de Queirós faleceu, mas ela deixou um grande legado para as mulheres do Brasil.
Entre suas práticas abolicionistas pode-se citar reuniões e colaborações com grupos e jornais que pregavam a libertação dos escravos. Entre esses grupos pode-se citar o Clube do Cupim, uma sociedade secreta fundada na década de 1880, no Recife, e liderada por José Mariano, que alforriava, defendia e protegia os escravos e que se reunia clandestinamente no Distrito dos Aflitos, no Recife, e a sede era chamada Panela do Cupim. Já entre os jornais, a professora colaborava com o jornal A Família, editado e publicado por Josefina Álvares de Azevedo, em São Paulo, escrevendo colunas que pregavam além do fim da escravidão, o acesso à educação completa e ao voto às mulheres e o divórcio.
Maria Amélia de Queirós ainda proferia palestras públicas, em defesa da libertação dos escravos e do divórcio, e se posicionava contra a chefia masculina sobre a família. 

## Ave Libertas

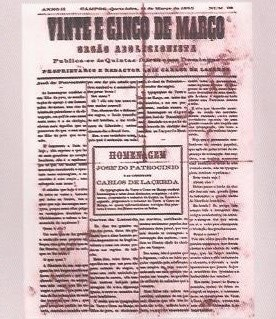
Capa do jornal Vinte e Cinco de Março publicado em 11 de março de 1885

A abolicionista foi uma das fundadoras da Ave Libertas, associação composta só de mulheres, que lutava contra a escravidão e combatia inclusive castigos. Costumavam arrecadar fundos para comprar alforrias de escravos. As reuniões do grupo aconteciam no Poço da Panela, onde, no século XVII, funcionava o Engenho da Casa Forte, de Anna Gonçalves Paes de Azevedo. No ano 1885, a associação Ave Libertas lançou um jornal homônimo que estampou, na primeira capa, o retrato de Leonor Porto. E, em 1886, no aniversário de um ano da abolição da escravatura no Ceará, as mulheres lançaram um outro periódico - o Vinte e Cinco de Março - que conclamava as famílias para aderirem à luta em favor da abolição e apresentava textos e poesias escritos por mulheres e homens. Após a Abolição da Escravatura em 1888, ela e suas companheiras alfabetizaram vários escravos em Pernambuco e lhes ensinaram vários trabalhos manuais e técnicas que os ajudariam a encontrar trabalho e se manterem quando o escravagismo foi proibido.